# مجلس النواب بونتلاند
مجلس نواب بونتلاند أو برلمان بونتلاند، هو الهيئة التشريعية المكونة من مجلس واحد في بونتلاند. ويضم 66 عضوًا يتم انتخابهم لمدة خمس سنوات عن طريق الاقتراع العام.
يتمتع مجلس النواب بصلاحيات وواجبات مراجعة اللوائح والموافقة عليها ورفضها وتعديلها وإنشائها، والموافقة على/ رفض الحرب وتنفيذ اتفاقية السلام عندما تقترحها الحكومة. وينتخب مجلس النواب أيضًا رئيس بونتلاند ونائب رئيس بونتلاند.
وبعد إنشاء بونتلاند، انتُخب المجلس التشريعي بشكل مباشر من قبل الشعب في الأعوام 1998 و2004 و2009 و2013 و2018. في 4 يناير 2019، انتخب المجلس التشريعي رئيسًا له ونائبين. وأعقب ذلك انتخاب رئيس بونتلاند بنجاح في 8 يناير 2019. ومن المقرر إجراء الانتخابات المقبلة في عام 2023.

## رؤساء المجلس
| رقم | الرئيس                      | الفترة      |
| --- | --------------------------- | ----------- |
| 1   | يوسف حاج سعيد               | 1998 - 2004 |
| 2   | عثمان دلمر حاج يوسف (بترول) | 2004 -2007  |
| 3   | أحمد علي حاشي               | 2007 - 2009 |
| 4   | عبد الرشيد محمد حرسي        | 2009 - 2013 |
| 5   | سعيد حسن شري                | 2014 - 2015 |
| 6   | أحمد علي حاشي               | 2015 - 2019 |
| 7   | عبد الحكيم محمد أحمد        | 2019 - 2019 |
| 8   | عبد الرشيد يوسف جبريل       | 2019 - 2024 |
| 9   | عبد الرزاق أحمد سعيد        | 2024 - الآن |

## روابط خارجية
- http://puntlandpariffon.net/ نسخة محفوظة 14 سبتمبر 2022 على موقع واي باك مشين.